# Stelis foveata
Stelis foveata är en orkidéart som beskrevs av John Lindley. Stelis foveata ingår i släktet Stelis och familjen orkidéer. Inga underarter finns listade i Catalogue of Life.